# Lista de recordistas em home runs da Major League Baseball por ano
A lista a seguir mostra a cronologia dos dez primeiros rebatedores em home runs na história da Major League Baseball. Inclui qualquer home run rebatido em jogos da temporada regular (e.g., exclui jogos de pós-temporada ou jogos de exibição) nas seguintes ligas: National Association (1871–1875), National League (1876–presente), a American Association (1882–1891), a Union Association (1884), a Players' League (1890), a American League (1901–presente) e a Federal League (1913–1915).
Esta lista ajuda a contextualizar a evolução de uma das mais valorizadas proezas nos esportes americanos. No começo da década de 1930, Babe Ruth tinha quase 400 home runs a mais que o jogador seguinte, seu companheiro de longo tempo Lou Gehrig; quando Joe DiMaggio se aposentou em 1951, era o quinto na lista dos maiores de todos os tempos.
| Ano     | 1º           | 2º             | 3º             | 4º             | 5º             | 6º             | 7º             | 8º             | 9º             | 10ª            | (empatado)            |
| ------- | ------------ | -------------- | -------------- | -------------- | -------------- | -------------- | -------------- | -------------- | -------------- | -------------- | --------------------- |
| 1871    | Pike 4       | Meyerle 4      | Treacey 4      | Cuthbert 3     | Bass 3         | Sutton 3       |                |                |                |                |                       |
| 1872    | Pike 10      | Treacey 6      | Meyerle 5      | Cuthbert 4     | York 3         | Bass 3         | Wood 3         | Hall 3         | Sutton 3       | Gedney 3       |                       |
| 1873    | Pike 14      | Meyerle 8      | Treacey 7      | Cuthbert 6     | York 5         | Wright 5       | Gedney 4       |                |                |                |                       |
| 1874    | Pike 15      | Meyerle 9      | Cuthbert 8     | Treacey 7      | Wright 7       | O'Rourke 6     | Clapp 5        | Gedney 5       | McVey 5        | York 5         |                       |
| 1875    | Pike 15      | O'Rourke 12    | Meyerle 10     | Wright 9       | Cuthbert 8     | Hall 8         | McVey 8        | Start 8        | Treacey 7      | Clapp 5        | Gedney, York, White 5 |
| 1876    | Pike 16      | O'Rourke 14    | Hall 13        | Meyerle 10     | Wright 10      | McVey 9        | Cuthbert 8     | Start 8        | Treacey 7      | York 6         | White 6               |
| 1877    | Pike 20      | O'Rourke 14    | Hall 13        | Meyerle 10     | Wright 10      | McVey 9        | Start 9        | Cuthbert 8     | White 8        | Treacey 7      | York 7                |
| 1878    | Pike 20      | O'Rourke 15    | Hall 13        | McVey 11       | Meyerle 10     | Start 10       | Wright 10      | Jones 9        | Cuthbert 8     | White 8        | York 8                |
| 1879    | Pike 20      | Jones 18       | O'Rourke 16    | Hall 13        | Start 12       | McVey 11       | Wright 11      | Meyerle 10     | Hines 9        | White 9        | York 9                |
| 1880    | Jones 23     | O'Rourke 22    | Pike 20        | Hall 13        | Hines 12       | Start 12       | McVey 11       | Wright 11      | Meyerle 10     | Jo O'Rourke 9  | White, York 9         |
| 1881    | Jones 23     | O'Rourke 22    | Pike 20        | Hines 14       | Hall 13        | Brouthers 12   | Start 12       | Wright 11      | York 11        | McVey 11       |                       |
| 1882    | O'Rourke 24  | Jones 23       | Pike 20        | Brouthers 18   | Hines 18       | Bennett 13     | Hall 13        | Stovey 13      | Start 12       | York 12        |                       |
| 1883    | Jones 33     | Stovey 27      | O'Rourke 25    | Hines 22       | Brouthers 21   | Pike 20        | Bennett 18     | Farrell 14     | Wood 14        | York 14        |                       |
| 1884    | Jones 40     | Stovey 37      | Brouthers 35   | Williamson 35  | O'Rourke 30    | Pfeffer 27     | Anson 26       | Dalrymple 26   | Hines 25       | Dunlap 24      |                       |
| 1885    | Stovey 50    | Jones 45       | Brouthers 42   | Williamson 38  | Dalrymple 37   | O'Rourke 35    | Anson 33       | Pfeffer 32     | Kelly 31       | Wood 27        |                       |
| 1886    | Stovey 57    | Brouthers 53   | Jones 51       | Williamson 44  | Anson 43       | Dalrymple 40   | Pfeffer 39     | O'Rourke 36    | Hines 35       | Kelly 35       |                       |
| 1887    | Brouthers 65 | Stovey 61      | Jones 56       | Pfeffer 55     | Williamson 53  | Anson 50       | Hines 45       | Wood 45        | Kelly 43       | Dalrymple 42   |                       |
| 1888    | Brouthers 74 | Stovey 70      | Pfeffer 63     | Anson 62       | Williamson 61  | Jones 56       | Reilly 54      | Connor 53      | Denny 52       | Kelly 52       |                       |
| 1889    | Stovey 89    | Brouthers 81   | Denny 70       | Pfeffer 70     | Anson 69       | Connor 66      | Williamson 62  | Kelly 61       | Reilly 59      | Jones 56       | Wood 56               |
| 1890    | Stovey 101   | Brouthers 82   | Connor 80      | Anson 76       | Pfeffer 75     | Denny 73       | Kelly 65       | Reilly 65      | Wood 65        | Williamson 64  |                       |
| 1891    | Stovey 117   | Brouthers 87   | Connor 87      | Anson 84       | Pfeffer 82     | Denny 73       | Reilly 69      | Richardson 68  | Wood 68        | Kelly 67       |                       |
| 1892    | Stovey 121   | Connor 99      | Brouthers 92   | Anson 85       | Pfeffer 84     | Denny 73       | Ryan 73        | Thompson 72    | Richardson 70  | Kelly 69       | Reilly 69             |
| 1893    | Stovey 122   | Connor 110     | Brouthers 94   | Pfeffer 87     | Anson 85       | Thompson 83    | Tiernan 77     | Ryan 76        | Denny 74       | Richardson 70  |                       |
| 1894    | Stovey 122   | Connor 118     | Brouthers 103  | Thompson 96    | Pfeffer 92     | Anson 90       | Tiernan 82     | Ryan 79        | Denny 74       | Richardson 70  |                       |
| 1895    | Connor 126   | Stovey 122     | Thompson 114   | Brouthers 105  | Anson 92       | Pfeffer 92     | Tiernan 89     | Ryan 85        | Denny 74       | Duffy 73       |                       |
| 1896    | Connor 137   | Thompson 126   | Stovey 122     | Brouthers 106  | Tiernan 96     | Anson 94       | Pfeffer 94     | Ryan 88        | Duffy 78       | Denny 74       |                       |
| 1897    | Connor 138   | Thompson 126   | Stovey 122     | Brouthers 106  | Tiernan 101    | Anson 97       | Pfeffer 94     | Ryan 93        | Duffy 89       | Denny 74       |                       |
| 1898    | Connor 138   | Thompson 126   | Stovey 122     | Brouthers 106  | Tiernan 106    | Anson 97       | Duffy 97       | Ryan 97        | Pfeffer 94     | Clements 76    |                       |
| 1899    | Connor 138   | Thompson 126   | Stovey 122     | Brouthers 106  | Tiernan 106    | Duffy 102      | Ryan 100       | Anson 97       | Pfeffer 94     | Delahanty 80   |                       |
| 1900    | Connor 138   | Thompson 126   | Stovey 122     | Brouthers 106  | Tiernan 106    | Ryan 105       | Duffy 104      | Anson 97       | Pfeffer 94     | Long 86        |                       |
| 1901    | Connor 138   | Thompson 126   | Stovey 122     | Brouthers 106  | Duffy 106      | Tiernan 106    | Ryan 105       | Anson 97       | Pfeffer 94     | Delahanty 90   |                       |
| 1902    | Connor 138   | Thompson 126   | Stovey 122     | Ryan 111       | Brouthers 106  | Duffy 106      | Tiernan 106    | Delahanty 100  | Anson 97       | Pfeffer 94     |                       |
| 1903–13 | Connor 138   | Thompson 126   | Stovey 122     | Ryan 118       | Brouthers 106  | Duffy 106      | Tiernan 106    | Delahanty 101  | Anson 97       | Pfeffer 94     |                       |
| 1914    | Connor 138   | Thompson 126   | Stovey 122     | Ryan 118       | Brouthers 106  | Duffy 106      | Tiernan 106    | Delahanty 101  | Anson 97       | Pfeffer 94     | Wagner 94             |
| 1915    | Connor 138   | Thompson 126   | Stovey 122     | Ryan 118       | Brouthers 106  | Duffy 106      | Tiernan 106    | Delahanty 101  | Wagner 100     | Anson 97       |                       |
| 1916    | Connor 138   | Thompson 126   | Stovey 122     | Ryan 118       | Brouthers 106  | Duffy 106      | Tiernan 106    | Delahanty 101  | Wagner 101     | Anson 97       |                       |
| 1917    | Connor 138   | Thompson 126   | Stovey 122     | Ryan 118       | Brouthers 106  | Duffy 106      | Tiernan 106    | Delahanty 101  | Wagner 101     | Cravath 98     |                       |
| 1918    | Connor 138   | Thompson 126   | Stovey 122     | Ryan 118       | Brouthers 106  | Cravath 106    | Duffy 106      | Tiernan 106    | Delahanty 101  | Wagner 101     |                       |
| 1919    | Connor 138   | Thompson 126   | Stovey 122     | Ryan 118       | Cravath 118    | Brouthers 106  | Duffy 106      | Tiernan 106    | Delahanty 101  | Wagner 101     |                       |
| 1920    | Connor 138   | Thompson 126   | Stovey 122     | Cravath 119    | Ryan 118       | Brouthers 106  | Duffy 106      | Tiernan 106    | Ruth 103       | Delahanty 101  | Wagner 101            |
| 1921    | Ruth 162     | Connor 138     | Thompson 126   | Stovey 122     | Cravath 119    | Ryan 118       | Brouthers 106  | Duffy 106      | Tiernan 106    | Delahanty 101  | Wagner 101            |
| 1922    | Ruth 197     | Connor 138     | Thompson 126   | Stovey 122     | Cravath 119    | Ryan 118       | Walker 116     | C Williams 108 | Brouthers 106  | Duffy 106      | Tiernan 106           |
| 1923    | Ruth 238     | C Williams 149 | Connor 138     | Thompson 126   | Stovey 122     | Cravath 119    | Ryan 118       | Walker 118     | Hornsby 116    | K Williams 108 |                       |
| 1924    | Ruth 284     | C Williams 173 | Hornsby 141    | Connor 138     | Thompson 126   | K Williams 126 | Stovey 122     | Cravath 119    | Ryan 118       | Walker 118     |                       |
| 1925    | Ruth 309     | C Williams 186 | Hornsby 180    | K Williams 151 | Connor 138     | Thompson 126   | Wheat 126      | Stovey 122     | Cravath 119    | Ryan 118       | Walker 118            |
| 1926    | Ruth 356     | C Williams 204 | Hornsby 191    | K Williams 168 | Connor 138     | Wheat 131      | Thompson 126   | Fournier 126   | Kelly 123      | Stovey 122     |                       |
| 1927    | Ruth 416     | C Williams 234 | Hornsby 217    | K Williams 185 | Connor 138     | Fournier 136   | Heilmann 135   | Wheat 132      | Kelly 128      | Thompson 126   |                       |
| 1928    | Ruth 470     | C Williams 246 | Hornsby 238    | K Williams 193 | Heilmann 149   | Connor 138     | Fournier 136   | Meusel 136     | Wheat 132      | Kelly 131      |                       |
| 1929    | Ruth 516     | Hornsby 277    | C Williams 251 | K Williams 196 | Heilmann 164   | Bottomley 146  | Gehrig 146     | Meusel 146     | Connor 138     | Wilson 137     |                       |
| 1930    | Ruth 565     | Hornsby 279    | C Williams 251 | K Williams 196 | Wilson 193     | Gehrig 187     | Heilmann 183   | Bottomley 161  | Meusel 156     | Simmons 151    |                       |
| 1931    | Ruth 611     | Hornsby 295    | C Williams 251 | Gehrig 233     | Wilson 206     | K Williams 196 | Heilmann 183   | Simmons 173    | Bottomley 170  | Goslin 169     |                       |
| 1932    | Ruth 652     | Hornsby 296    | Gehrig 267     | C Williams 251 | Wilson 229     | Simmons 208    | K Williams 196 | Goslin 186     | Heilmann 183   | Bottomley 181  |                       |
| 1933    | Ruth 686     | Gehrig 299     | Hornsby 299    | C Williams 251 | Wilson 238     | Foxx 222       | Simmons 222    | Goslin 196     | K Williams 196 | Bottomley 194  |                       |
| 1934    | Ruth 708     | Gehrig 348     | Hornsby 300    | Foxx 266       | C Williams 251 | Wilson 244     | Simmons 240    | Klein 211      | Ott 211        | Goslin 209     |                       |
| 1935    | Ruth 714     | Gehrig 378     | Foxx 302       | Hornsby 300    | Simmons 256    | C Williams 251 | Wilson 244     | Ott 242        | Klein 232      | Goslin 218     |                       |
| 1936    | Ruth 714     | Gehrig 427     | Foxx 343       | Hornsby 300    | Ott 275        | Simmons 269    | Klein 257      | C Williams 251 | Wilson 244     | Goslin 242     |                       |
| 1937    | Ruth 714     | Gehrig 464     | Foxx 379       | Ott 306        | Hornsby 301    | Simmons 277    | Klein 272      | C Williams 251 | Goslin 246     | Wilson 244     |                       |
| 1938    | Ruth 714     | Gehrig 493     | Foxx 429       | Ott 342        | Hornsby 301    | Simmons 298    | Klein 280      | C Williams 251 | Goslin 248     | Wilson 244     |                       |
| 1939    | Ruth 714     | Gehrig 493     | Foxx 464       | Ott 369        | Simmons 305    | Hornsby 301    | Klein 292      | C Williams 251 | Goslin 248     | Wilson 244     |                       |
| 1940    | Ruth 714     | Foxx 500       | Gehrig 493     | Ott 388        | Simmons 306    | Hornsby 301    | Klein 299      | C Williams 251 | Goslin 248     | Greenberg 247  |                       |
| 1941    | Ruth 714     | Foxx 519       | Gehrig 493     | Ott 415        | Simmons 306    | Hornsby 301    | Klein 300      | C Williams 251 | Greenberg 249  | Goslin 248     |                       |
| 1942    | Ruth 714     | Foxx 527       | Gehrig 493     | Ott 445        | Simmons 306    | Hornsby 301    | Klein 300      | Johnson 252    | C Williams 251 | Greenberg 249  |                       |
| 1943    | Ruth 714     | Foxx 527       | Gehrig 493     | Ott 463        | Simmons 307    | Hornsby 301    | Klein 300      | Johnson 259    | C Williams 251 | Greenberg 249  |                       |
| 1944    | Ruth 714     | Foxx 527       | Gehrig 493     | Ott 489        | Simmons 307    | Hornsby 301    | Klein 300      | Johnson 276    | C Williams 251 | Greenberg 249  |                       |
| 1945    | Ruth 714     | Foxx 534       | Ott 510        | Gehrig 493     | Simmons 307    | Hornsby 301    | Klein 300      | Johnson 288    | Greenberg 262  | C Williams 251 |                       |
| 1946    | Ruth 714     | Foxx 534       | Ott 511        | Gehrig 493     | Simmons 307    | Greenberg 306  | Hornsby 301    | Klein 300      | Johnson 288    | York 256       |                       |
| 1947    | Ruth 714     | Foxx 534       | Ott 511        | Gehrig 493     | Greenberg 331  | Simmons 307    | Hornsby 301    | Klein 300      | Johnson 288    | York 277       |                       |
| 1948    | Ruth 714     | Foxx 534       | Ott 511        | Gehrig 493     | Greenberg 331  | Simmons 307    | DiMaggio 303   | Hornsby 301    | Klein 300      | Mize 297       |                       |
| 1949    | Ruth 714     | Foxx 534       | Ott 511        | Gehrig 493     | Greenberg 331  | DiMaggio 317   | Mize 316       | Simmons 307    | Hornsby 301    | Klein 300      |                       |
| 1950    | Ruth 714     | Foxx 534       | Ott 511        | Gehrig 493     | DiMaggio 349   | Mize 341       | Greenberg 331  | Simmons 307    | Hornsby 301    | Klein 300      |                       |
| 1951    | Ruth 714     | Foxx 534       | Ott 511        | Gehrig 493     | DiMaggio 361   | Mize 351       | Greenberg 331  | T Williams 323 | Simmons 307    | Hornsby 301    |                       |
| 1952    | Ruth 714     | Foxx 534       | Ott 511        | Gehrig 493     | DiMaggio 361   | Mize 355       | Greenberg 331  | T Williams 324 | Simmons 307    | Hornsby 301    |                       |
| 1953    | Ruth 714     | Foxx 534       | Ott 511        | Gehrig 493     | DiMaggio 361   | Mize 359       | T Williams 337 | Greenberg 331  | Kiner 329      | Simmons 307    |                       |
| 1954    | Ruth 714     | Foxx 534       | Ott 511        | Gehrig 493     | T Williams 366 | DiMaggio 361   | Mize 359       | Kiner 351      | Greenberg 331  | Simmons 307    |                       |
| 1955    | Ruth 714     | Foxx 534       | Ott 511        | Gehrig 493     | T Williams 394 | Kiner 369      | DiMaggio 361   | Mize 359       | Greenberg 331  | Musial 325     |                       |
| 1956    | Ruth 714     | Foxx 534       | Ott 511        | Gehrig 493     | T Williams 418 | Kiner 369      | DiMaggio 361   | Mize 359       | Musial 352     | Greenberg 331  |                       |
| 1957    | Ruth 714     | Foxx 534       | Ott 511        | Gehrig 493     | T Williams 456 | Musial 381     | Kiner 369      | DiMaggio 361   | Mize 359       | Greenberg 331  |                       |
| 1958    | Ruth 714     | Foxx 534       | Ott 511        | Gehrig 493     | T Williams 482 | Musial 398     | Kiner 369      | DiMaggio 361   | Mize 359       | Greenberg 331  | Snider 331            |
| 1959    | Ruth 714     | Foxx 534       | Ott 511        | Gehrig 493     | T Williams 492 | Musial 412     | Kiner 369      | DiMaggio 361   | Mize 359       | Snider 354     |                       |
| 1960    | Ruth 714     | Foxx 534       | T Williams 521 | Ott 511        | Gehrig 493     | Musial 429     | Kiner 369      | Snider 368     | DiMaggio 361   | Mize 359       |                       |
| 1961    | Ruth 714     | Foxx 534       | T Williams 521 | Ott 511        | Gehrig 493     | Musial 444     | Snider 384     | Mantle 374     | Mathews 370    | Kiner 369      |                       |
| 1962    | Ruth 714     | Foxx 534       | T Williams 521 | Ott 511        | Gehrig 493     | Musial 463     | Mantle 404     | Mathews 399    | Snider 389     | Hodges 370     |                       |
| 1963    | Ruth 714     | Foxx 534       | T Williams 521 | Ott 511        | Gehrig 493     | Musial 475     | Mathews 422    | Mantle 419     | Mays 406       | Snider 403     |                       |
| 1964    | Ruth 714     | Foxx 534       | T Williams 521 | Ott 511        | Gehrig 493     | Musial 475     | Mantle 454     | Mays 453       | Mathews 445    | Snider 407     |                       |
| 1965    | Ruth 714     | Foxx 534       | T Williams 521 | Ott 511        | Mays 505       | Gehrig 493     | Mathews 477    | Musial 475     | Mantle 473     | Snider 407     |                       |
| 1966    | Ruth 714     | Mays 542       | Foxx 534       | T Williams 521 | Ott 511        | Mantle 496     | Gehrig 493     | Mathews 493    | Musial 475     | Aaron 442      |                       |
| 1967    | Ruth 714     | Mays 564       | Foxx 534       | T Williams 521 | Mantle 518     | Ott 511        | Mathews 509    | Gehrig 493     | Aaron 481      | Musial 475     |                       |
| 1968    | Ruth 714     | Mays 587       | Mantle 536     | Foxx 534       | T Williams 521 | Mathews 512    | Ott 511        | Aaron 510      | Gehrig 493     | Musial 475     |                       |
| 1969    | Ruth 714     | Mays 600       | Aaron 554      | Mantle 536     | Foxx 534       | T Williams 521 | Mathews 512    | Ott 511        | Banks 497      | Gehrig 493     |                       |
| 1970    | Ruth 714     | Mays 628       | Aaron 592      | Mantle 536     | Foxx 534       | T Williams 521 | Mathews 512    | Ott 511        | Banks 509      | Gehrig 493     |                       |
| 1971    | Ruth 714     | Mays 646       | Aaron 639      | Mantle 536     | Foxx 534       | T Williams 521 | Killebrew 515  | Mathews 512    | Banks 512      | Ott 511        |                       |
| 1972    | Ruth 714     | Aaron 673      | Mays 654       | Killebrew 541  | Mantle 536     | Foxx 534       | Robinson 522   | T Williams 521 | Mathews 512    | Banks 512      |                       |
| 1973    | Ruth 714     | Aaron 713      | Mays 660       | Robinson 552   | Killebrew 546  | Mantle 536     | Foxx 534       | T Williams 521 | Mathews 512    | Banks 512      |                       |
| 1974    | Aaron 733    | Ruth 714       | Mays 660       | Robinson 574   | Killebrew 559  | Mantle 536     | Foxx 534       | T Williams 521 | Mathews 512    | Banks 512      |                       |
| 1975    | Aaron 745    | Ruth 714       | Mays 660       | Robinson 583   | Killebrew 573  | Mantle 536     | Foxx 534       | T Williams 521 | Mathews 512    | Banks 512      |                       |
| 1976–78 | Aaron 755    | Ruth 714       | Mays 660       | Robinson 586   | Killebrew 573  | Mantle 536     | Foxx 534       | T Williams 521 | Mathews 512    | Banks 512      |                       |
| 1979    | Aaron 755    | Ruth 714       | Mays 660       | Robinson 586   | Killebrew 573  | Mantle 536     | Foxx 534       | T Williams 521 | McCovey 520    | Mathews 512    | Banks 512             |
| 1980–84 | Aaron 755    | Ruth 714       | Mays 660       | Robinson 586   | Killebrew 573  | Mantle 536     | Foxx 534       | T Williams 521 | McCovey 521    | Mathews 512    | Banks 512             |
| 1985    | Aaron 755    | Ruth 714       | Mays 660       | Robinson 586   | Killebrew 573  | Mantle 536     | Foxx 534       | Jackson 530    | T Williams 521 | McCovey 521    |                       |
| 1986    | Aaron 755    | Ruth 714       | Mays 660       | Robinson 586   | Killebrew 573  | Jackson 548    | Mantle 536     | Foxx 534       | T Williams 521 | McCovey 521    |                       |
| 1987    | Aaron 755    | Ruth 714       | Mays 660       | Robinson 586   | Killebrew 573  | Jackson 563    | Mantle 536     | Foxx 534       | Schmidt 530    | T Williams 521 | McCovey 521           |
| 1988    | Aaron 755    | Ruth 714       | Mays 660       | Robinson 586   | Killebrew 573  | Jackson 563    | Schmidt 542    | Mantle 536     | Foxx 534       | T Williams 521 | McCovey 521           |
| 1989–98 | Aaron 755    | Ruth 714       | Mays 660       | Robinson 586   | Killebrew 573  | Jackson 563    | Schmidt 548    | Mantle 536     | Foxx 534       | T Williams 521 | McCovey 521           |
| 1999    | Aaron 755    | Ruth 714       | Mays 660       | Robinson 586   | Killebrew 573  | Jackson 563    | Schmidt 548    | Mantle 536     | Foxx 534       | McGwire 522    |                       |
| 2000    | Aaron 755    | Ruth 714       | Mays 660       | Robinson 586   | Killebrew 573  | Jackson 563    | McGwire 554    | Schmidt 548    | Mantle 536     | Foxx 534       |                       |
| 2001    | Aaron 755    | Ruth 714       | Mays 660       | Robinson 586   | McGwire 583    | Killebrew 573  | Bonds 567      | Jackson 563    | Schmidt 548    | Mantle 536     |                       |
| 2002    | Aaron 755    | Ruth 714       | Mays 660       | Bonds 613      | Robinson 586   | McGwire 583    | Killebrew 573  | Jackson 563    | Schmidt 548    | Mantle 536     |                       |
| 2003    | Aaron 755    | Ruth 714       | Mays 660       | Bonds 658      | Robinson 586   | McGwire 583    | Killebrew 573  | Jackson 563    | Schmidt 548    | Sosa 539       |                       |
| 2004    | Aaron 755    | Ruth 714       | Bonds 703      | Mays 660       | Robinson 586   | McGwire 583    | Sosa 574       | Killebrew 573  | Jackson 563    | Palmeiro 551   |                       |
| 2005    | Aaron 755    | Ruth 714       | Bonds 708      | Mays 660       | Sosa 588       | Robinson 586   | McGwire 583    | Killebrew 573  | Palmeiro 569   | Jackson 563    |                       |
| 2006    | Aaron 755    | Bonds 734      | Ruth 714       | Mays 660       | Sosa 588       | Robinson 586   | McGwire 583    | Killebrew 573  | Palmeiro 569   | Griffey 563    | Jackson 563           |
| 2007    | Bonds 762    | Aaron 755      | Ruth 714       | Mays 660       | Sosa 609       | Griffey 593    | Robinson 586   | McGwire 583    | Killebrew 573  | Palmeiro 569   |                       |
| 2008    | Bonds 762    | Aaron 755      | Ruth 714       | Mays 660       | Griffey 611    | Sosa 609       | Robinson 586   | McGwire 583    | Killebrew 573  | Palmeiro 569   |                       |
| 2009    | Bonds 762    | Aaron 755      | Ruth 714       | Mays 660       | Griffey 630    | Sosa 609       | Robinson 586   | McGwire 583    | Rodriguez 583  | Killebrew 573  |                       |
| 2010    | Bonds 762    | Aaron 755      | Ruth 714       | Mays 660       | Griffey 630    | Rodriguez 613  | Sosa 609       | Thome 589      | Robinson 586   | McGwire 583    |                       |
| 2011    | Bonds 762    | Aaron 755      | Ruth 714       | Mays 660       | Griffey 630    | Rodriguez 629  | Sosa 609       | Thome 604      | Robinson 586   | McGwire 583    |                       |
| 2012    | Bonds 762    | Aaron 755      | Ruth 714       | Mays 660       | Rodriguez 647  | Griffey 630    | Thome 612      | Sosa 609       | Robinson 586   | McGwire 583    |                       |
| 2013-14 | Bonds 762    | Aaron 755      | Ruth 714       | Mays 660       | Rodriguez 654  | Griffey 630    | Thome 612      | Sosa 609       | Robinson 586   | McGwire 583    |                       |
| 2015    | Bonds 762    | Aaron 755      | Ruth 714       | Rodriguez 687  | Mays 660       | Griffey 630    | Thome 612      | Sosa 609       | Robinson 586   | McGwire 583    |                       |
| 2016    | Bonds 762    | Aaron 755      | Ruth 714       | Rodriguez 696  | Mays 660       | Griffey 630    | Thome 612      | Sosa 609       | Pujols 591     | Robinson 586   |                       |
| 2017    | Bonds 762    | Aaron 755      | Ruth 714       | Rodriguez 696  | Mays 660       | Griffey 630    | Pujols 614     | Thome 612      | Sosa 609       | Robinson 586   |                       |
| 2018    | Bonds 762    | Aaron 755      | Ruth 714       | Rodriguez 696  | Mays 660       | Pujols 633     | Griffey 630    | Thome 612      | Sosa 609       | Robinson 586   |                       |
| 2019    | Bonds 762    | Aaron 755      | Ruth 714       | Rodriguez 696  | Mays 660       | Pujols 656     | Griffey 630    | Thome 612      | Sosa 609       | Robinson 586   |                       |
| 2020    | Bonds 762    | Aaron 755      | Ruth 714       | Rodriguez 696  | Mays 660       | Pujols 659     | Griffey 630    | Thome 612      | Sosa 609       | Robinson 586   |                       |

Jogadores ativos estão marcados em negrito.
Estatísticas atualizadas até 5 de agosto de 2020